# The Miracle of Morgan's Creek
The Miracle of Morgan's Creek (bra Papai por Acaso) é um filme estadunidense de 1944, do gênero comédia, dirigido por Preston Sturges e estrelado por Eddie Bracken e Betty Hutton. Este é o mais engraçado filme do diretor Sturges, e seu maior sucesso desde The Lady Eve. Hilariante e surpreendentemente ousada para a época, a produção escapou da censura talvez porque, segundo o historiador John Douglas Eames, os censores estivessem rindo demais e não tenham conseguido encontrar a tesoura.
O filme foi indicado ao Oscar de melhor roteiro original e, segundo Ken Wlaschin, é um dos dez melhores da filmografia de Betty Hutton.
Rodado em 1942, foi refilmado em 1958 pela própria Paramount Pictures como Rock-a-Bye Baby, estrelado por Jerry Lewis e com um roteiro devidamente amaciado.

## Sinopse
Em uma pequena cidade do interior, a jovem Trudy Kockenlocker não perde uma oportunidade de se divertir com qualquer soldado que apareça por lá. Certo dia, após uma festa bastante agitada, ela acorda com a vívida impressão de ter-se casado com alguém vagamente chamado Ratzkywatzky. Grávida de sêxtuplos e incapaz de saber como contatar o responsável, Trudy convence o amigo bancário Norval Jones a assumir a paternidade. As coisas se complicam e Norval é acusado de dezenove crimes, o que o leva a tornar-se um fugitivo da justiça.

## Elenco
| Ator/Atriz       | Personagem          |
| ---------------- | ------------------- |
| Eddie Bracken    | Norval Jones        |
| Betty Hutton     | Trudy Kockenlocker  |
| Diana Lynn       | Emmy Kockenlocker   |
| William Demarest | Edmund Kockenlocker |
| Porter Hall      | Juiz de Paz         |
| Emory Parnell    | Tuerck              |
| Al Bridge        | Johnson             |
| Julius Tannen    | Rafferty            |
| Brian Donlevy    | Governador McGinty  |
| Akim Tamiroff    | O Chefão            |

## Principais premiações
| Prêmio                   | Categoria                                  | Situação          |
| ------------------------ | ------------------------------------------ | ----------------- |
| Oscar                    | Melhor Roteiro Original                    | Indicado          |
| National Board of Review | Melhor Filme Melhor Atuação (Betty Hutton) | Indicado Vencedor |
| New York Times           | Dez Melhores Filmes                        | Escolhido         |